# Nikolaj Podgornyj
Nikolaj Viktorovitj Podgornyj (ryska Николай Викторович Подгорный), född 18 februari 1903 i Karlovka (numera i Poltava oblast, Ukraina), död 12 januari 1983 i Moskva, var en sovjetisk politiker. 

## Biografi
Podgornyj var president i Sovjetunionen mellan 1965 och 1977. Hans formella titel var "ordförande i Högsta sovjets presidium". Han var bl.a. den första representanten för en sovjetisk statsledning som besökte påven i Vatikanstaten.
Podgornyj föddes i en bondefamilj i byn Karlovka. På 1950-talet arbetade han som förste sekreterare i Charkivs distriktskommitté. 1957 utnämndes han till förste sekreterare i Ukrainas kommunistiska parti. Från 1963 var han sekreterare i Sovjetunionens kommunistiska partis centralkommitté.År 1966 blev han medlem i politbyrån och 1965-1977 var han ordförande i Sovjetunionens högsta presidium och efterträdde Anastas Mikojan som statschef.
Podgornyj fick två gånger utmärkelsen "Hjälte av det socialistiska arbetet" (1963 och 1973).
Från 16 juni 1977 och fram till sin död var han s.k. personlig pensionär.